# Symphonie no 1 de Scriabine
Pour les articles homonymes, voir Symphonie no 1.
La Symphonie en mi majeur op. 26 est la première des trois symphonies écrites par Alexandre Scriabine.
Elle fut achevée en 1900. La première eut lieu à Moscou le 29 mars 1901 sous la direction de Vassili Safonov, son professeur de piano, et reçut un accueil circonspect.
Elle se compose de six mouvements et son exécution demande environ cinquante minutes. Le dernier mouvement comporte une partie chorale et requiert deux solistes vocaux, un ténor et une mezzo-soprano.
1. Lento
2. Allegro drammatico
3. Lento
4. Vivace
5. Allegro
6. Andante